# O Casarão (Acre)
O Casarão, também chamado de Casa de Fontenele, é uma construção eclética da década de 1930. Foi tombado pelo Departamento de Patrimônio Histórico e Cultural (DPHC) no dia 28 de agosto de 2009 e está localizado na Av. Brasil, nº 310, Centro na cidade de Rio Branco (AC).

## Histórico
Foi construído na década de 1930 pelo turco Abdon Massari para servir de residência para Manoel Fontenele de Castro, governador do estado do Acre de 1958 a 1961.
A casa recebeu esse nome por causa da família que o alugou de Darci Fontenele, herdeiro de Manoel Fontenele, para usar o local como restaurante de comida típica da região.
Após um longo período de abandono, o imóvel foi adquirido e reformado pelo Governo do Estado do Acre, e passou a ser um espaço cultural de Rio Branco. Sua parte superior ganhou três novas salas, uma em homenagem ao jornalista cultural Chico Pop, outra sobre o próprio Casarão e multimeios e a terceira usada para exposição de artesanato.

## Arquitetura
Durante sua reforma, foram utilizados fotos antigas para garantir suas características arquitetônicas de época e foram eliminados as construções que não faziam parte da planta original. Apresenta uma área de 405,12 m² e possui paredes em madeira. Também foram trocados toda a instalação elétrica e hidrossanitária, foram colocados bancos e lixeiras, as três salas do andar superior foram ampliadas. O acesso principal tem rampa para portadores de necessidades especiais. A área possui acesso à internet através do programa Floresta Digital.